# Annali della dinastia Joseon
Gli Annali della dinastia Joseon (조선왕조실록?, Joseon wangjo sillokLR, Chosŏn wangjo sillokMR in Corea del Sud e 조선봉건왕조실록?, Joseon bonggeon wangjo sillokLR, Chosŏn bonggŏn wangjo sillokMR in Corea del Nord) sono degli annali registrati durante la dinastia Joseon, che si sviluppò in Corea dal 1392 al 1863. Gli annali, o sillok, comprendono 1893 volumi e sono considerati la registrazione più lunga al mondo della storia di una singola dinastia. Con l'eccezione di due sillok compilati durante il periodo coloniale, gli annali sono il 151° tesoro nazionale della Corea del Sud e sono stati inseriti dall'UNESCO nella memoria del mondo.
Nel 1993 è stata realizzata la traduzione in coreano moderno in alfabeto hangŭl dal testo originale in cinese classico. A partire dal 2006, gli annali sono stati digitalizzati dall'istituto nazionale di storia coreano e resi disponibili su Internet dal 12 dicembre 2008 con la traduzione in coreano a fronte del testo originale in cinese. Nel gennaio del 2012, l'istituto nazionale di storia coreano ha annunciato che nel 2014 sarebbe iniziata la traduzione degli annali in inglese, progettando di portarla a termine entro il 2033, con un budget iniziale di 500 milioni di won su una stima complessiva di 40 miliardi di won.

## Storia e contenuto
Gli annali riportano notizie su ogni aspetto della vita della popolazione coreana: affari di stato, diplomazia, politica, sistema sociale, economia, religione, fenomeni astronomici e atmosferici, geografia, musica, scienza, affari militari, trasporti e arti. Venivano compilati a partire dagli appunti (sacho) presi giornalmente dagli storiografi dell'Ufficio per la compilazione degli annali (Sillokjeong) che seguivano il re e i funzionari di corte durante lo svolgimento delle loro funzioni. Per assicurare l'imparzialità degli storiografi, era proibito leggere o divulgare il contenuto dei sacho se non si voleva incorrere in punizioni severe. Le registrazioni sono presentate in ordine cronologico e divise per giorno.
Gli annali di inizio dinastia, che coprono i regni di Taejo (r. 1392-1398), Jeongjong (r. 1399-1400) e Taejong (r. 1401-1418), erano manoscritti, mentre a partire dal successivo governo di Sejong (r. 1418-1450) vennero stampati con caratteri mobili. Erano redatti in quattro copie: una restava all'Ufficio per la compilazione degli annali, mentre le altre venivano conservate separatamente in archivi segreti sulle montagne per proteggerle dai danni e garantirne la trasmissione ai posteri. Durante il periodo coloniale, alcuni annali vennero espatriati in Giappone, andando distrutti nel grande terremoto del Kantō del 1923.

## Annali
|    | Titolo                           | Titolo originale             | N. volumi (gwon) | N. libri (chaek) | Anni        | Inizio compilazione | Re          | Note                                                                         |
| -- | -------------------------------- | ---------------------------- | ---------------- | ---------------- | ----------- | ------------------- | ----------- | ---------------------------------------------------------------------------- |
| 1  | Annali di Taejo                  | 태조실록?, 太祖實錄?         | 15               | 3                | 1392 – 1398 | 1413                | Taejo       |                                                                              |
| 2  | Annali di Jeongjong              | 정종실록?, 定宗實錄?         | 6                | 1                | 1398 – 1400 | 1426                | Jeongjong   |                                                                              |
| 3  | Annali di Taejong                | 태종실록?, 太宗實錄?         | 36               | 16               | 1400 – 1418 | 1431                | Taejong     |                                                                              |
| 4  | Annali di Sejong                 | 세종실록?, 世宗實錄?         | 163              | 67               | 1418 – 1450 | 1454                | Sejong      |                                                                              |
| 5  | Annali di Munjong                | 문종실록?, 文宗實錄?         | 13               | 6                | 1450 – 1452 | 1455                | Munjong     |                                                                              |
| 6  | Annali di Danjong                | 단종실록?, 端宗實錄?         | 14               | 6                | 1452 – 1455 | 1469                | Danjong     | Fino al 1698 erano intitolati Diario di Nosangun (노산군일기?, 魯山君日記?). |
| 7  | Annali di Sejo                   | 세조실록?, 世祖實錄?         | 49               | 18               | 1455 – 1468 | 1471                | Sejo        |                                                                              |
| 8  | Annali di Yejong                 | 예종실록?, 睿宗實錄?         | 8                | 3                | 1468 – 1469 | 1472                | Yejong      |                                                                              |
| 9  | Annali di Seongjong              | 성종실록?, 成宗實錄?         | 297              | 47               | 1469 – 1494 | 1499                | Seongjong   |                                                                              |
| 10 | Diario di Yeonsangun             | 연산군일기?, 燕山君日記?     | 63               | 17               | 1494 – 1506 | 1509                | Yeonsangun  |                                                                              |
| 11 | Annali di Jungjong               | 중종실록?, 中宗實錄?         | 105              | 53               | 1506 – 1544 | 1550                | Jungjong    |                                                                              |
| 12 | Annali di Injong                 | 인종실록?, 仁宗實錄?         | 2                | 2                | 1544 – 1545 | 1550                | Injong      |                                                                              |
| 13 | Annali di Myeongjong             | 명종실록?, 明宗實錄?         | 34               | 21               | 1545 – 1567 | 1571                | Myeongjong  |                                                                              |
| 14 | Annali di Seonjo                 | 선조실록?, 宣祖實錄?         | 221              | 116              | 1567 – 1608 | 1616                | Seonjo      |                                                                              |
| 14 | Annali revisionati di Seonjo     | 선조수정실록?, 宣祖修訂實錄? | 42               | 8                | 1567 – 1608 | 1657                | Seonjo      |                                                                              |
| 15 | Diario di Gwanghaegun            | 광해군일기?, 光海君日記?     | 187              | 64               | 1608 – 1623 | 1633                | Gwanghaegun |                                                                              |
| 15 | Diario di Gwanghaegun            | 광해군일기?, 光海君日記?     | 187              | 40               | 1608 – 1623 | 1653                | Gwanghaegun |                                                                              |
| 16 | Annali di Injo                   | 인조실록?, 仁祖實錄?         | 50               | 50               | 1623 – 1649 | 1653                | Injo        |                                                                              |
| 17 | Annali di Hyojong                | 효종실록?, 孝宗實錄?         | 21               | 22               | 1649 – 1659 | 1661                | Hyojong     |                                                                              |
| 18 | Annali di Hyeonjong              | 현종실록?, 顯宗實錄?         | 22               | 23               | 1659 – 1674 | 1677                | Hyeonjong   |                                                                              |
| 18 | Annali revisionati di Hyeonjong  | 현종개수실록?, 顯宗改修實錄? | 28               | 29               | 1659 – 1674 | 1683                | Hyeonjong   |                                                                              |
| 19 | Annali di Sukjong                | 숙종실록?, 肅宗實錄?         | 65               | 73               | 1674 – 1720 | 1728                | Sukjong     |                                                                              |
| 20 | Annali di Gyeongjong             | 경종실록?, 景宗實錄?         | 15               | 7                | 1720 – 1724 | 1732                | Gyeongjong  |                                                                              |
| 20 | Annali revisionati di Gyeongjong | 경종수정실록?, 景宗修訂實錄? | 5                | 3                | 1720 – 1724 | 1781                | Gyeongjong  |                                                                              |
| 21 | Annali di Yeongjo                | 영조실록?, 英祖實錄?         | 127              | 83               | 1724 – 1776 | 1781                | Yeongjo     | Fino al 1899 erano intitolati Annali di Yeongjong (영종실록?, 英宗實錄?).    |
| 22 | Annali di Jeongjo                | 정조실록?, 正祖實錄?         | 54               | 56               | 1776 – 1800 | 1805                | Jeongjo     | Fino al 1899 erano intitolati Annali di Jeongjong (정종실록?, 正宗實錄?).    |
| 23 | Annali di Sunjo                  | 순조실록?, 純祖實錄?         | 34               | 36               | 1800 – 1834 | 1838                | Sunjo       | Fino al 1899 erano intitolati Annali di Sunjong (순종실록?, 純宗實錄?).      |
| 24 | Annali di Heonjong               | 헌종실록?, 憲宗實錄?         | 16               | 9                | 1834 – 1849 | 1851                | Heonjong    |                                                                              |
| 25 | Annali di Cheoljong              | 철종실록?, 哲宗實錄?         | 15               | 9                | 1849 – 1864 | 1865                | Cheoljong   |                                                                              |
| 26 | Annali di Gojong                 | 고종실록?, 高宗實錄?         | 52               | 52               | 1864 – 1907 | 1934                | Gojong      | Spesso esclusi dalla collezione dagli storici coreani.                       |
| 27 | Annali di Sunjong                | 순종실록?, 純宗實錄?         | 22               | 8                | 1907 – 1910 | 1934                | Sunjong     | Spesso esclusi dalla collezione dagli storici coreani.                       |